# Odylon z Cluny
Odylon z Cluny, fr. Odilon de Mercœur (ur. ok. 962 w Mercoeur w Owernii, zm. 1 stycznia 1049 w Souvigny) – francuski benedyktyn i przełożony opactwa w Cluny, święty Kościoła katolickiego.
Przy współudziale bł. Ryszarda z Saint-Vanne doprowadził do ustanowienia Pokoju Bożego (łac. Pax et Treuga Dei).
W 998 zapoczątkował obchody Zaduszek, jako przeciwwagę dla pogańskich obrządków czczących zmarłych. Na dzień modłów za dusze zmarłych (stąd nazwa „Zaduszki”) wyznaczył pierwszy dzień po Wszystkich Świętych. Jest patronem dusz czyśćcowych.
Wspomnienie liturgiczne św. Odylona na świecie obchodzone jest 1 stycznia.
W Cluny wspomina się świętego 19 stycznia (dawniej 2 stycznia), w Szwajcarii 6 lutego, a w polskim Kościele i u benedyktynów w dniu 11 maja (razem ze świętymi: Odonem, Majolem, Hugonem i bł. Piotrem).
W Katedrze ormiańskiej we Lwowie znajduje się fresk Pogrzeb św. Odylona pędzla J.H. Rosena.

## Dzień Zaduszny
Według jednej opowieści, pewien pielgrzym podczas sztormu został wyrzucony na wyspę. Tam miał wizję dusz w czyśćcu znoszących oczyszczający ból płomieni jako karę za ich grzechy. Po powrocie do domu udał się do Odylona, aby zapytać, czy nie ma jednego dnia w roku, w którym w szczególny sposób można by modlić się za dusze zmarłych.
Odylon ustanowił coroczne wspomnienie wszystkich wiernych zmarłych, które członkowie jego wspólnoty obchodzili poprzez post, modlitwę i jałmużnę, w intencji ulżenia cierpiącym duszom w czyśćcu Odylon zarządził, że osoby proszące o odprawienie mszy za zmarłych powinny także składać ofiarę pieniężną za ubogich, łącząc w ten sposób jałmużnę z postem i modlitwą za zmarłych.
Ustanowił Dzień Zaduszny (2 listopada) w Cluny i jego klasztorach (prawdopodobnie nie w 998, ale po roku 1030, i wkrótce ten dzień został przyjęty w całym zachodnim kościele.

## Cuda i anegdoty
Tradycja przypisywała mu wiele cudów, takich jak zwiększenie ilości jedzenia lub wina, ponowne napełnienie pustych butelek po winie, ryba, którą rozmnożył i nakarmił nią nadzwyczajnie dużą liczbę osób; chodził po wodzie i kazał swoim sługom iść za nim, co czynili bez wpadania. W końcu uzdrawiał chorych dotykiem i czynieniem znaku krzyża.
Papież Benedykt VIII, który był bliskim przyjacielem opata, podobno jakiś czas po śmierci ukazał się Janowi, biskupowi Porto, wraz z dwoma jego przyjaciółmi. Papież twierdził, że pozostał w czyśćcu i poprosił o poinformowanie Odylona, aby mógł się za niego modlić. Wiadomość została przekazana benedyktynowi, który następnie wezwał wszystkie domy w Clunie do ofiarowania modlitw, mszy i jałmużny za duszę zmarłego papieża. Niedługo potem podobno pojawiła się postać światła, za którą podążało wielu innych w białych szatach, którzy weszli do klasztoru i uklękli przed Odylonem; postać poinformowała go, że jest papieżem i że został uwolniony z czyśćca.

## Śmierć
Wielokrotnie w swoim życiu odwiedzał Rzym. Podczas swojej ostatniej wizyty w czasie wyborów papieskich i koronacji cesarskiej, cały czas spędzał na modlitwach w różnych kościołach i dawaniu jałmużny ubogim. Żałował, że nie może umrzeć w Rzymie, ale potem rozpoczął swoją podróż powrotną do Cluny. W drodze powrotnej niedaleko Rzymu miał wypadek, w wyniku czego został poważnie ranny. Musiał zostać zabrany z powrotem do miasta, gdzie bardzo ubolewano nad Odylonem, iż odprawiono msze za jego powrót do zdrowia; w trakcie rekonwalescencji został ponadto odwiedzony przez papieża. Przebywał w mieście do Wielkanocy, a potem znowu wyjechał, by wrócić do Cluny. Mimo podeszłego wieku i słabości kontynuował post i ascetyczne życie. Postanowił odwiedzić wszystkie domy, które zostały zreformowane przez działalność klasztoru, ale kiedy odwiedził Klasztor w Souvigny, musiał się zatrzymać i tam pozostać. W Boże Narodzenie bardzo podupadł na zdrowiu, iż trzeba go było nosić po klasztorze. Zmarł, przebywając w kaplicy Św. Maryi; w chwili śmierci modlił się za dusze w czyśćcu.
Zmarł w nocy Nowego Roku 1049 w wieku osiemdziesięciu siedmiu lat. Po jego śmierci z jego grobu donoszono również o cudach, w tym o uzdrowieniach.

### Pogrzeb
W noc pogrzebu Odylona zobaczył go mnich o imieniu Gregorinius. Ten mnich przebył długą drogę, aby przybyć na pogrzeb Odylona. Gdy mnich ujrzał ducha zmarłego opata, powiedział mu: „Jak ci się wiedzie, mistrzu?”, na co duch Odylona odpowiedział: „Dobrze, bracie, sam Chrystus raczył przyjść i spotkać Swojego sługę. W godzinie mojej śmierci wskazał mi postać zaciekłą i straszną, która stojąc w kącie, przeraziłaby mnie swą ogromną potwornością, gdyby Jego złośliwość nie została zniwelowana przez Jego obecność.”.